# Регламент про деревину
Регламент (ЄС) № 995/2010, відомий як Регламент про деревину (EUTR), був ухвалений у 2010 році для боротьби з незаконною вирубкою лісів та обігом нелегально добутої деревини на ринку Європейського Союзу. Нормативно-правовий акт зобов’язував операторів, які вперше вводять деревину або вироби з неї на ринок ЄС, здійснювати належну перевірку (due diligence) для підтвердження легальности походження продукції.
У 2023 році був ухвалений новий Регламент (ЄС) № 2023/1115, відомий як Регламент щодо забезпечення наявності на ринку Євросоюзу та експорту з Євросоюзу певних товарів та продукції, пов’язаних зі знелісненням та деградацією лісів (EUDR). Новий нормативно-правовий акт передбачає більш суворі вимоги для боротьби з глобальним знелісненням і деградацією лісів. Він поширюється не лише на деревину, а й на інші товари, пов’язані з вирубкою лісів, як-от кава, какао, олійна пальма, велика рогата худоба, каучуку та соя. EUDR запроваджує систему перевірки постачальників на всіх етапах ланцюга поставок, а також зобов’язує операторів надавати геолокаційні дані про походження продукції.
Регламент 2023/1115 набрав чинности 29 червня 2023 року. Спочатку регламент мав набути введений у дію з 30 грудня 2024 року. Після критики щодо імплементації та підготовки, 2 жовтня 2024 року ця дата була перенесена ЄС на один рік з 30 грудня 2025 року відповідно до Регламенту ЄС 2024/3234.

## Історія

### Попередній регламент
У статті 1 зазначено, що метою цього регламенту є встановлення зобов’язань операторів, які вперше розміщують деревину та вироби з деревини на ринку в ЄС, а також зобов’язання торговців тими самими виробами з деревини.
Стаття 2 містить визначення для використання цього регламенту.
Стаття 3 визначає законну заготівлю деревини.
Стаття 4 стосується обов'язків операторів. По-перше, що розміщення на ринку незаконно заготовленої деревини заборонено. По-друге, що оператори повинні проявляти належну обачність при розміщенні деревини на ринку. По-третє, кожен оператор повинен підтримувати та регулярно оцінювати свої системи належної обачності.
Стаття 5 містить зобов’язання щодо відстеження, в якому зазначено, що кожен трейдер повинен мати можливість ідентифікувати, які оператори або трейдери постачали деревину та кому вони постачали зазначену деревину. Трейдери також зобов’язані зберігати цю інформацію щонайменше п’ять років.
Стаття 6 додатково пояснює системи належної перевірки для ринку деревини та елементи, які має містити кожна система. Це включає, але не обмежується породою дерева, країною заготівлі, обсягом деревини та юридичною документацією щодо відповідності заготівлі цих конкретних порід дерев у цих країнах.
Стаття 7 досліджує компетентні органи, відповідальні за застосування цього регламенту. Далі обговорюється, що Комісія зробить усі компетентні органи загальнодоступними в Інтернеті з регулярними оновленнями для забезпечення точності.
Стаття 8 стосується моніторингових організацій, які використовуватимуться для оцінки систем належної обачності зі статті 6. Це включає вимоги до компанії для подання заявки на визнання моніторингової організації та вимоги компетентних органів зі статті 7 щодо регулярного оцінювання цих організацій та їх здатності виконувати свої обов’язки.
Стаття 9 наголошує, що Комісія підтримуватиме точний список моніторингових організацій на своєму вебсайті.
Стаття 10 стосується перевірок операторів, які мають виконувати компетентні органи зі статті 7. Це включає перевірку систем належної обачності, від оцінки ризиків до процедур зменшення ризиків, а також перевірку документації та записів. Компетентні органи також можуть проводити вибіркові перевірки та польові аудити, під час яких усі оператори повинні надавати допомогу. Якщо необхідно вжити будь-яких негайних заходів, компетентні органи можуть конфіскувати вироби з деревини та заборонити продаж продукції з деревини від певного оператора.
Стаття 11 визначає вимоги компетентних органів щодо ведення записів усіх перевірок операторів.
Стаття 12 детально описує, як компетентні органи повинні співпрацювати один з одним та додатковими адміністративними органами для забезпечення безперебійного обміну інформацією.
Стаття 13 стосується технічної допомоги, керівництва та обміну інформацією для всіх сторін.
Стаття 14 передбачає поправки до регламенту, які пов’язують його з іншою юридичною документацією та процедурами.
У статті 15 зазначено, що повноваження ухвалювати акти в цьому регламенті надаються Комісії на сім років з 2 грудня 2010 року. Кожні три роки Комісія повинна звітувати про ці повноваження. Делегування повноважень також буде автоматично продовжено на сім років, якщо Європейський парламент або Рада не відкликають його.
Стаття 16 визначає, що повноваження, згадані в цьому регламенті, можуть бути відкликані в будь-який час Європейським парламентом або Радою, а також що передбачає цей процес.
Статті 17-21 детально описують матеріально-технічне забезпечення та адміністрування Комісії та делегування завдань з цього регламенту.

### Чинний регламент
Регламент (ЄС) 2023/1115 спрямований на значне зменшення внеску Європейського Союзу в глобальну вирубку та деградацію лісів. Це має бути досягнуто шляхом запровадження більш жорсткого контролю за торгівлею та експортом окремих видів сировини та продукції, пов'язаної з вирубкою лісів. Регламент гарантує, що на ринок ЄС потрапляють лише ті продукти, які явно не сприяли знищенню лісів.
Цей захід є частиною ширшої стратегії ЄС щодо боротьби зі зміною клімату, сприяння біорізноманіттю та підтримки стійких ланцюжків поставок. Ліси відіграють важливу роль у зберіганні вуглецю, збереженні біорізноманіття та захисті засобів до існування мільйонів людей у всьому світі. Регулюючи торгівлю товаромісткими продуктами, такими як яловичина, соя, пальмова олія та деревина, ЄС прагне забезпечити, щоб його економічна діяльність не сприяла подальшій вирубці лісів, особливо в тропічних регіонах.
У регламенті наголошується на відповідальності компаній доводити законність і стійкість своїх ланцюжків поставок. Він вимагає від імпортерів та експортерів проводити належну обачність та гарантувати, що їхня продукція не підлягає вирубці та деградації лісів. Це має на меті зробити значний внесок у досягнення глобальних кліматичних цілей та стримати втрату біорізноманіття.
Відповідно до Регламенту (ЄС) 2023/1115, компанії, які розміщують певні продукти на ринку, роблять доступними або експортують з Європейського Союзу, зобов'язані дотримуватися суворих зобов'язань щодо належної обачності. Ці зобов'язання спрямовані на те, щоб продукція не сприяла вирубці або деградації лісів. Компанії повинні пройти 3-етапний процес due diligence: збір інформації (ст. 9 EUDR), оцінка ризиків (стаття 10 EUDR) та заходи щодо зниження ризиків (стаття 11 EUDR).
Ключові зобов'язання для компаній включають:
1. Юридичний аудит: Компанії повинні гарантувати, що їхня продукція надходить із законних та стійких джерел. Для цього потрібен ретельний аналіз і документування всього ланцюжка поставок. Компанії повинні виявляти, оцінювати та пом'якшувати ризики, пов'язані з вирубкою та деградацією лісів.
2. Обов'язки щодо надання доказів: Компанії зобов'язані довести, що продукція, розміщена на ринку або експортована, не сприяла вирубці лісів. Це включає надання геолокаційних даних, які доводять точне походження сировини, а також доведення того, що ці території не були вирубані після 31 грудня 2020 року.
3. Оцінка ризиків: Компаніям необхідно оцінити ризик того, що продукція може бути пов'язана з вирубкою лісів. Оцінка ризиків охоплює не лише свободу від вирубки лісів, а й аспекти корінних народів, серед іншого. Крім того, компанія повинна вжити заходів для зниження ризику. Ці заходи можуть включати, але не обмежуватися цим, роботу з постачальниками, проведення незалежних аудитів або використання супутникових даних для моніторингу посівних площ.
4. Обов'язки щодо звітності: Компанії зобов'язані подавати до компетентних органів регулярні звіти про свої процедури належної перевірки та їх результати. Ці звіти є важливою частиною прозорості та підзвітності та служать для забезпечення дотримання Регламенту.
5. Контроль та санкції: Контроль за дотриманням регламенту здійснюють національні органи влади в країнах-членах ЄС. Порушення зобов'язань щодо належної обачності може призвести до значних штрафних санкцій, включаючи штрафи та торговельні обмеження.

Ці зобов'язання спрямовані на притягнення компаній до відповідальності, щоб гарантувати, що їхня діяльність не сприяє вирубці лісів, і що ЄС робить свій внесок у захист глобальних лісів і боротьбу зі зміною клімату.